# Eliminatiereactie

Voorbeeld van een E2 β-eliminatiereactie, waarbij het broomatoom en een proton verwijderd worden en een dubbele binding wordt gevormd

Een eliminatiereactie is in de synthetische organische chemie een reactie waarbij een deel van het molecuul verwijderd wordt. Het koolstofskelet van het molecuul verandert daarbij in principe niet. In het molecuul ontstaat een π-binding. Het tegenovergestelde van een eliminatiereactie is de additiereactie.

## Classificatie
De eliminaties worden als volgt onderverdeeld:
- Op basis van het mechanisme kan onderscheid worden gemaakt tussen het E1- en het E2-mechanisme
- Op basis van de verwijderde atoomgroepen:
  - Dehydrateren: een hydroxylgroep en een waterstofatoom worden verwijderd onder de vorm van water
  - Dehydrogenering: er worden twee waterstofatomen aan het molecuul onttrokken
  - Dehydrohalogeneren: een waterstof- en een halogeenatoom worden verwijderd
- Op basis van de positie van de atoomgroepen kan worden gesproken van een α-eliminatie (twee groepen op hetzelfde koolstofatoom), een 1,2-eliminatie (twee groepen op aangrenzende koolstofatomen) of een 1,n-eliminatie (bijvoorbeeld een 1,3-eliminatie, waarbij de groepen op twee koolstofatomen zitten met een ander koolstofatoom ertussen)

## Voorkomen en toepassingen
Eliminatiereacties worden zowel op zeer grote als op zeer kleine schaal uitgevoerd.
- Op zeer grote schaal is de reactie van 1,2-dichloorethaan belangrijk in de productie van vinylchloride en vervolgens pvc. Deze reactie wordt vooral thermisch en in de gasfase uitgevoerd.
- Op laboratoriumschaal wordt vaak gebruikgemaakt van oplossingen. De reactie verloopt dan in twee stappen. Afhankelijk van de reagentia en reactieomstandigheden wordt eerst
  - een H+ afgestaan waarna een negatieve leaving group de reactie completeert.
  - verlaat eerst een negatieve groep het molecule, waarna de reactie wordt afgerond door een H+ af te staan.
- In de citroenzuurcyclus is de omzetting van citroenzuur in cis-aconietzuur waarschijnlijk de wereldwijd minst geziene en meest uitgevoerde eliminatiereactie.